# Franz Krenn
Franz Krenn (Droß, Baixa Áustria, 26 de fevereiro de 1816 – St. Andrä, Áustria, 18 de junho de 1897) foi um compositor e professor musical austríaco.
Como estudante em Viena, Krenn foi pupilo de Ignaz von Seyfried. Serviu como organista em várias igrejas vienenses e, em 1862 tornou-se Kapellmeister da Hofkirche de Viena. Sua composições incluem missais, cantatas, oratórios, réquiens, músicas solo e para corais, obras para órgão e piano e sinfonias.
De 1869 a 1893, Krenn ensinou harmonia, contraponto e composição no Conservatório de Viena; durante esse período, aparentemente ele adquiriu o apelido de 'Velho Krenn', e hoje freqüentemente é descrito como um professor um tanto pedante.
Entre os pupilos mais conhecidos de Krenn estão Gustav Mahler (que estudou com ele entre 1875 e 1878) e Leoš Janáček. Ele também ensinou para Hans Rott e Alexander von Zemlinsky.

## Referência
1. ↑  Redlich, H.F., Mahler, Londres, 1963
2. ↑  «On the Origin of the Symphony No. 1 in E major». Bert Hagels. Consultado em 4 de janeiro de 2007. Arquivado do original em 27 de setembro de 2007